# Cristiano da Matta
Cristiano Monteiro da Matta, brazilski dirkač Formule 1 in serije CART, * 19. september 1973, Belo Horizonte, Brazilija.

## Življenjepis
Da Matta je z dirkanjem v kartingu začel kot 16-leten v svoji rodni Braziliji in kmalu zatem osvojil več naslovov prvaka v tej kategoriji. V prvenstvih formul je debitiral leta 1993 v brazilski Formuli Ford, kjer je v svoji prvi sezoni osvojil naslov prvaka. Leta 1994 je nastopal v brazilski Formuli 3, kjer se je prav tako uvrstil na prvo mesto skupnega seštevka prvenstva v konkurenci voznikov, med katerimi sta bila tudi Hélio Castroneves in Ricardo Zonta.
Leta 1995 je da Matta odšel dirkati v Evropo, kjer je najprej nastopal v britanski Formuli 3. Na Otoku je dosegel eno zmago in sezono končal na osmem mestu skupnega seštevka prvenstva. Leta 1996 je odpeljal svojo edino sezono v Formuli 3000 in se ponovno uvrstil na osmo mesto skupnega seštevka prvenstva, medtem ko mu je bila najboljša uvrstitev na neki dirki četrto mesto.
Leta 1997 je da Matta zapustil Evropo in dirkaško kariero nadaljeval v Severni Ameriki, kjer je dve sezoni nastopal v prvenstvu formul Indy Lights. V svoji prvi sezoni je dosegel tri zmage in se uvrstil na tretje mesto v skupnem seštevku prvenstva, medtem ko je v naslednji sezoni 1998 s štirimi zmagami in še štirimi uvrstitvami na stopničke osvojil naslov prvaka. Ta dosežek mu je omogočil napredovanje v serijo CART v sezoni 1999.
Da Matta je v svoji prvi sezoni v seriji CART zasedel osemnajsto mesto v dirkaškem prvenstvu. V naslednji sezoni 2000 se je s tretjim mestom na deveti dirki prvič uvrstil na stopničke, na dvanajsti dirki pa je dosegel prvo zmago. Na koncu sezone je zasedel deseto mesto v skupnem seštevku prvenstva. V sezoni 2001 je dosegel tri zmage in še dve uvrstitvi na stopničke, kar mu je skupno prineslo peto mesto v prvenstvu. V sezoni 2002 pa je dosegel svoj največji uspeh v karieri, saj je s sedmimi zmagami in še štirimi uvrstitvami na stopničke osvojil prvenstvo. V teh štirih sezonah je v seriji CART nastopal v dirkalnikih, ki so jih poganjali Toyotini motorji.
Toyota mu je nato v sezoni 2003 omogočila napredovanje v Formulo 1, saj ga je angažirala kot dirkača v svojem tovarniškem moštvu. V svoji prvi sezoni je dosegel štiri uvrstitve med dobitnike točk, šesti mesti na Velikih nagradah Španije in Nemčije ter sedmi mesti na Velikih nagradah Velike Britanije in Japonske. V naslednji sezoni 2004 je osvojil točke le enkrat s šestim mestom na dirki za Veliko nagrado Monaka. Šest dirk pred koncem sezone 2004 so ga pri Toyoti zaradi slabih rezultatov odpustili, kar je po 28 nastopih pomenilo konec njegove kariere v Formuli 1.
V sezoni 2005 se je vrnil v serijo Champ Car (nekdanja serija CART), kjer je dosegel eno zmago in enajsto mesto v prvenstvu. V naslednji sezoni 2006 je prvo uvrstitev na stopničke dosegel z drugim mestom na deveti dirki, kmalu zatem pa je med testiranjem na progi Road America v Wisconsinu doživel hudo nesrečo, ko je z dirkalnikom trčil v jelena. V nesreči je utrpel poškodbo glave s subduralnim hematomom, zaradi katere je bil v kritičnem stanju in potreboval operacijo. Po enem mesecu in pol so ga izpustili iz bolnišnice. Četudi se je leta 2008 vrnil k dirkanju športnih avtomobilov, v prvenstvih formul ni nikoli več nastopal. Po letu 2011 in treh nastopih na vzdržljivostnih dirkah v ZDA se je prenehal ukvarjati z motošportom.

## Rezultati

### Formula 1
(legenda) (odebeljene dirke pomenijo najboljši štartni položaj, poševne pa najhitrejši krog, †-uvrščen kljub odstopu)
| Leto | Moštvo                  | Šasija       | Motor                 | 1       | 2      | 3      | 4       | 5      | 6      | 7      | 8       | 9       | 10     | 11    | 12      | 13     | 14      | 15    | 16    | 17  | 18  | Prv | Toč |
| ---- | ----------------------- | ------------ | --------------------- | ------- | ------ | ------ | ------- | ------ | ------ | ------ | ------- | ------- | ------ | ----- | ------- | ------ | ------- | ----- | ----- | --- | --- | --- | --- |
| 2003 | Panasonic Toyota Racing | Toyota TF103 | Toyota RVX-03 3.0 V10 | AVS Ret | MAL 11 | BRA 10 | SMR 12  | ŠPA 6  | AVT 10 | MON 9  | KAN 11  | EU Ret  | FRA 11 | VB 7  | NEM 6   | MAD 11 | ITA Ret | ZDA 9 | JAP 7 |     |     | 13. | 10  |
| 2004 | Panasonic Toyota Racing | Toyota TF104 | Toyota RVX-04 3.0 V10 | AVS 12  | MAL 9  | BAH 10 | SMR Ret | ŠPA 13 | MON 6  | EU Ret | KAN DSQ | ZDA Ret | FRA 14 | VB 13 | NEM Ret | MAD    | BEL     | ITA   | KIT   | JAP | BRA | 17. | 3   |

### CART/Champ Car
| Leto | Moštvo          | 1      | 2       | 3        | 4       | 5       | 6       | 7       | 8       | 9       | 10      | 11      | 12      | 13      | 14      | 15      | 16      | 17      | 18      | 19      | 20      | 21    | Prv | Toč |
| ---- | --------------- | ------ | ------- | -------- | ------- | ------- | ------- | ------- | ------- | ------- | ------- | ------- | ------- | ------- | ------- | ------- | ------- | ------- | ------- | ------- | ------- | ----- | --- | --- |
| 1999 | PPI Motorsports | MIA 14 | MOT Ret | LBH Ret  | NAZ 4   | RIO Ret | GAT Ret | MIL 11  | POR 11  | CLE Ret | ROA Ret | TOR Ret | MIC Ret | DET Ret | MDO 9   | CHI 14  | VAN 5   | LAG Ret | HOU 11  | SUR Ret | FON Ret |       | 18. | 32  |
| 2000 | PPI Motorsports | MIA 12 | LBH Ret | RIO 4    | MOT 4   | NAZ 13  | MIL 14  | DET Ret | POR 5   | CLE 3   | TOR 4   | MIC Ret | CHI 1   | MDO Ret | ROA Ret | VAN 7   | LAG 15  | GAT 4   | HOU 14  | SUR 4   | FON Ret |       | 10. | 112 |
| 2001 | Newman/Haas     | MTR 1  | LBH 2   | FTW Canc | NAZ 10  | MOT Ret | MIL Ret | DET 7   | POR 10  | CLE 7   | TOR Ret | MIC 4   | CHI 19  | MDO 10  | ROA 6   | VAN Ret | LAU Ret | ROC 3   | HOU 6   | LAG Ret | SUR 1   | FON 1 | 5.  | 140 |
| 2002 | Newman/Haas     | MTR 1  | LBH 8   | MOT Ret  | MIL 11  | LAG 1   | POR 1   | CHI 1   | TOR 1   | CLE Ret | VAN Ret | MDO 13  | ROA 1   | MTL 2   | DEN 3   | ROC 2   | MIA 1   | SUR 8   | FON Ret | MEX 2   |         |       | 1.  | 237 |
| 2005 | PKV             | LBH 10 | MTY 6   | MIL 11   | POR 1   | CLE Ret | TOR Ret | EDM Ret | SAN Ret | DEN Ret | MTL 6   | LAS 12  | SUR Ret | MEX 14  |         |         |         |         |         |         |         |       | 11. | 139 |
| 2006 | Coyne/ RuSPORT  | LBH 5  | HST 9   | MOT 9    | MIL Ret | POR 5   | CLE 14  | TOR 5   | EDM Ret | SAN 2   | DEN INJ | MON INJ | ROA INJ | SUR INJ | MEX INJ |         |         |         |         |         |         |       | 13. | 134 |